# FIFA 98: Road to World Cup
FIFA 98: Road to World Cup – piąta gra z serii FIFA, w której oprócz możliwości rozegrania meczu towarzyskiego, rozgrywek ligowych, treningu i konkursu rzutów karnych można pokierować jedną z drużyn narodowych od eliminacji aż do samego finału mistrzostw świata. W grze są reprezentacje ze wszystkich federacji piłkarskich należących do FIFA. Mecze można rozegrać na 17 światowych stadionach w tym także w hali. Gra została w porównaniu z poprzednią wersją poprawiona graficznie, a także
ulepszone zostały umiejętności techniczne zawodników oraz rozwinięto możliwości taktyczne. Gra ta została uznana za najbardziej realistyczną grę w 1997 roku. Wszystkie mecze zostały wykonane na stadionie we Francji.

## Ścieżka dźwiękowa
Główną piosenką była „Song 2” brytyjskiego zespołu Blur. W skład ścieżki dźwiękowej wchodzą także cztery piosenki amerykańskiego zespołu The Crystal Method: „More”, „Now is the Time”, „Keep Hope Alive” oraz „Busy Child”. Całości dopełniła piosenka także amerykańskiego zespołu Electric Skychurch zatytułowana „Hugga Bear”. Des Lynam wypowiadał swoją kwestię wprowadzająca do meczu, natomiast John Motson i Andy Gray komentowali mecze.
- Blur - „Song 2”
- The Crystal Method - „Keep Hope Alive”
- The Crystal Method - „More”
- The Crystal Method - „Now is the Time (Cloud 9 Remix)”
- The Crystal Method - „Busy Child”
- Electric Skychurch - „Hugga Bear”